# Boka (Sečanj, Srbija)
Boka je naselje u sastavu općine Sečanj u Banatu u Vojvodini. U prošlosti su postojale dvije Boke koje su sada spojene: Srpska Boka u blizini Sečnja i Hrvatska Boka  (u mađarskim izvorima: Horvát-Bóka) koja se nalazila istočnije. Hrvatska Boka dobila je ime po hrvatskim doseljenicima koje je na svoje posjede naselila Zagrebačka biskupija.

## Povijest
Odlukom Marije Terezije iz 1778. godine znatni dio posjeda zagrebačkoga biskupa i turopoljskog plemstva trebao je biti ustupljen vojnoj upravi. Nakon dugogodišnjih pregovora postignut je sporazum 1801. kojim su oštećeni plemići dobili posjede u Banatu među kojima i Hrvatsku Boku.
Mjesni Hrvati su ovdje doselili iz područja Pokuplja i Turopolja nakon upravne reorganizacije koja je uslijedila nakon oslobađanja velikih područja dobivenih Karlovačkim mirom. Tu su došli jer im nove vlasti na njihovoj izvornoj zemlji nisu priznavale dotadašnje povlastice. Doselila je ih Zagrebačka biskupija kojoj su do tada pripadali. Budući da je ovo područje dobila kao naknadu za oduzeta imanja, predije, koje su vlasti oduzele i novom državnom upravnom organizacijom dodijelile Vojnoj krajini, biskupija je svoje podanike preselila ovdje. Motiv je bio što nove vlasti u Pokuplju nisu priznavale plemićka prava dotadašnjim stanovnicima na tom prediju (predijalcima), čiji je dotadašnji vlasnik bio zagrebački biskup. 
Da bi sačuvali svoja prava, u dogovoru s biskupom odlučili su se preseliti u Banat. Preseljavanje je trajalo od 1788. do 1801. godine. U Boku su došle porodice Matanović, Ilijević, Filković, Žunac, a u Neuzinu Berković i Miksić. Hrvati iz Boke govore kajkavskim narječjem.
O tome svjedoče i neka imena, na primjer selo Kaptalan kod Modoša - to jest Kaptol (mađarski: Káptalan, Módos, hrvatski danas Busenje, Jaša Tomić). Selo se tada dijelilo na Hrvatsku i Srpsku Boku.
Prema popisu stanovništva iz 1910. godine u naselju je živjelo 2975 stanovnika od čega 624 Mađara, 620 Hrvata, 261 Nijemac i 1397 Srba. Prema vjeroispovijesti bilo je 1437 rimokatolika, 37 evangelika i 1457 pravoslavaca.

## Stanovništvo
Prema popisu stanovništva iz 2002. godine u naselju Boka živjela su 1734 stanovnika, od čega 1365 punoljetnih stanovnika s prosječnom starosti od 41,2 godina (38,2 kod muškaraca i 44,3 kod žena). U naselju je bilo 647 domaćinstava, a prosječan broj članova po domaćinstvu bio je 2,67.
Prema popisu iz 1991. godine u naselju su živjela 1992 stanovnika.
| broj stanovnika | 2912  | 2819  | 3260  | 2673  | 2246  | 1992  | 1734  |
|                 | 1948. | 1953. | 1961. | 1971. | 1981. | 1991. | 2001. |

| Etnički sastav 2002. |            |        |
| Narod                | Stanovnika | %      |
| Srbi                 | 994        | 57,32% |
| Mađari               | 482        | 27,79% |
| Hrvati               | 83         | 4,78%  |
| Romi                 | 47         | 2,71%  |
| Jugoslaveni          | 16         | 0,92%  |
| Slovaci              | 8          | 0,46%  |
| Makedonci            | 7          | 0,40%  |
| Bugari               | 6          | 0,34%  |
| Slovenci             | 5          | 0,28%  |
| Rumunji              | 4          | 0,23%  |
| ostali               | 4          | 0,23%  |
| nepoznato            | 2          | 0,11%  |